# Greenwich (londýnský obvod)

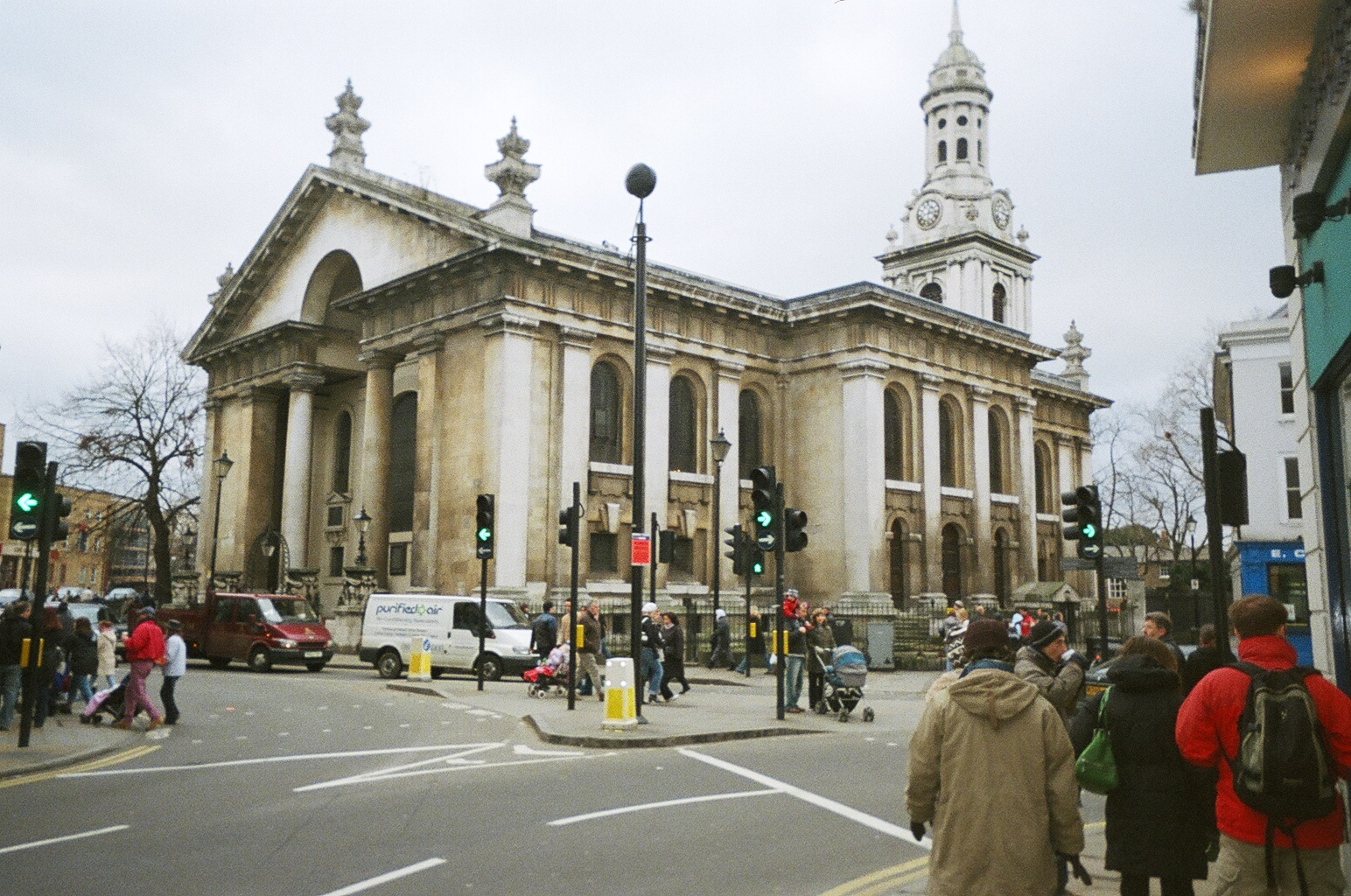
Greenwichský chrám

Městská část Greenwich, oficiální název zní London Borough of Greenwich, je městským obvodem na jihovýchodě Londýna a je součástí Vnitřního Londýna.
Městská část vznikla v roce 1965 a zahrnuje bývalé metropolitní části Greenwich a větší část Woolwiche (s výjimkou Severního Woolwiche, který se stal součástí Newhamu).
Greenwich hraničí s Tower Hamletsem a Lewishamem na západě, s Newhamem a Barking a Dagenhamem na severu, s Bexley na východě a Bromley na jihu.
Greenwich je jedním z městských obvodů, kde se konaly Letní olympijské hry 2012.

## Obvody městské části
- Abbey
- Abbey Wood
- Blackheath Park
- Charlton
- Eltham
- Greenwich
- Kidbrooke
- New Charlton
- Plumstead
- Shooter's Hill
- Thamesmead (západ)
- Woolwich

## Parky a otevřená prostranství
- Avery Hill Park
- Bostall Heath a Woods
- Blackheath
- Charlton Park
- Eltham Common
- Greenwich Royal Park
- Maryon Wilson Park v Charltonu
- Oxleas Woods a sousední Castle Wood a Jack Wood
- Plumstead Common asousední Winns Common
- Shooters Hill, který zahrnuje Eaglesfield Park
- Woolwich Common